# Apage Satanas
Apage Satanas je sedmé řadové album skupiny Arakain. Bylo vydáno v roce 1998 a obsahuje 13 skladeb. Je považováno za vůbec nejúspěšnější a nejslavnější album kapely.[zdroj⁠?!] Je zde jeden z největších hitů kapely Apage Satanas.

## Seznam skladeb
| Pořadí         | Název              | Délka |
| -------------- | ------------------ | ----- |
| 1.             | A zvony zvoní      | 03:50 |
| 2.             | Mý jméno je plamen | 03:35 |
| 3.             | Karavana slibů     | 03:40 |
| 4.             | Kyborg             | 04:28 |
| 5.             | Princess           | 04:17 |
| 6.             | Špatný dny         | 03:55 |
| 7.             | Návrat bohů        | 04:44 |
| 8.             | Šér Chán           | 04:41 |
| 9.             | Hey kritik         | 04:03 |
| 10.            | Půl století        | 04:42 |
| 11.            | Trip               | 04:54 |
| 12.            | Promiňte slečno    | 03:32 |
| 13.            | Apage Satanas      | 04:20 |
| Celková délka: | Celková délka:     | 54:41 |